# تاريخ استقبال المجتمع لأعمال جين أوستن

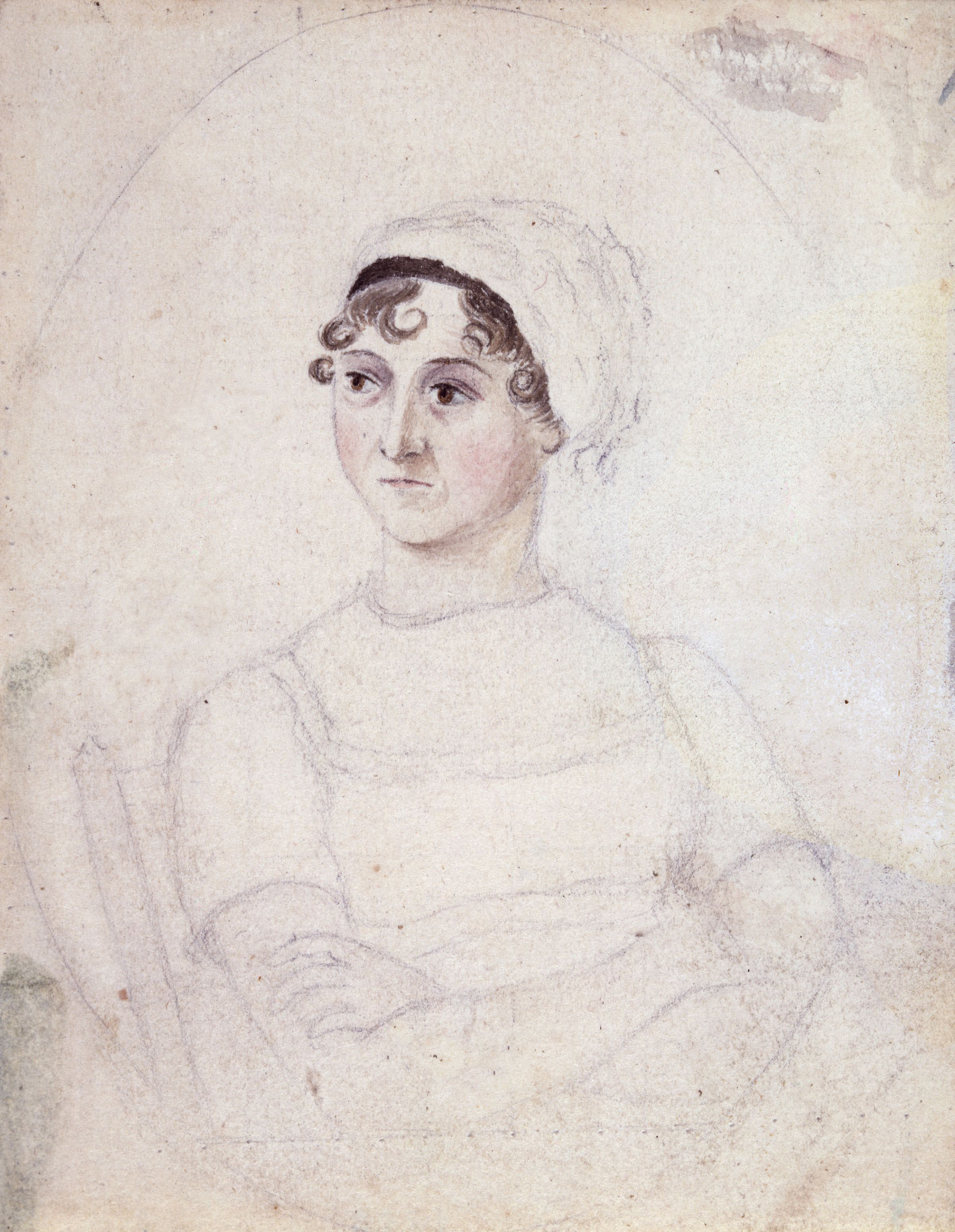
لوحة لجاين اوستن مرسومة بالقلم الرصاص وألوان الماء, يْعتقد أنها رْسمت بواسطة أختها "كاسندرا"

تاريخ استقبال جاين أستون يتبع المسار من الشهرة المتواضعة إلى الشعبية البرية.جاين اوستن (1775 - 1817) كاتبة أعمال مثل «كبرياء وتحامل» (1813)و إيما (1815)، أصبحت واحدة من الكتاب المعروفين ولهم قراء على نطاق واسع في اللغة الإنجليزية وتعد رواياتها موضوعاً للدراسة العلمية المكثفة. جلبت رواياتها لها شهرة شخصية بسيطة أثناء حياتها، فقد أختارت أن تنشر أعمالها بصفة مجهولة كالكثير من الكاتبات النساء وكان عملها ككاتبة سراً معروفاً بين أعضاء الطبقة الأرستقراطية فقط وقد اعتبر أعضاء الطبقا العليا أعمالها أنيقة أثناء نشرهم ولكنها أستقبلت أراء ايجابية قليلة.
و في منتصف القرن التاسع عشر، حازت رواياتها على اعجاب أعضاء النخبة الأدبية الذين رأوا تقديرهم لها كرمز للثقافة. وقد قدمها نشر ابن أخيها لمذكرات جاين أوستن عام 1870 للجماهيرية الواسعة كشخصية جذابة -العمة جاين العزيزة-و أعيد نشر أعمالها بطبعات مشهورة. وفي أوائل القرن العشرين، نشأت بعض المجموعات المنافسة -بعضهم لتقديسها وبعضهم لحماياتها من الجماهيرية المحتشدة- ولكن الكل يعترف بأنهم معجبون حقيقيون أو انهم مقدرون حقاً لجاين أوستن.
و في أوائل القرن العشرين، أنتج العلماء مجموعات مطبوعة بدقة من أعمالها -الأولى لأي كاتب بريطاني - ولكن لم نجتاز عام 1940 حتى قبلت جاين أوستن في الأكاديمية ككاتبة إنجليزية عظيمة. وشهد النصف الثاني من القرن العشرين ولادة علمية جاين أوستن والتي فجرت جوانب عديدة لأعمالها: فنية، فكرية وتاريخية.
وبالنمو التخصصي للأقسام الإنجليزية الجامعية في النصف الأول من القرن العشرين، أصبح انتقاد جاين أوستن تدريجيا أكثر سرية ونتيجة لذلك؛ أنشق الأعجاب بجاين أستون إلى اتجاهات مميزة من الثقافا العليا والثقافة الشعبية. وفي أواخر القرن العشرين، أسس المعجبون مجتمعات جاين أوستن ونوادي لتمجيد الكاتبة، زمنها وأعمالها.
دعمت مجموعات جاين أوستن الجماهيرية صناعة المقدمات والمسلسلات المطبوعة وتحويلها لأفلام ومسلسلات تليفيزيونية، والتي بدأت بكبرياء وتحامل عام 1940 وتطورت لتشمل فيلم كبرياء وتحامل من إنتاج مركز الصناعة السينمائية الهندية «بوليوود» عام 2004.

## الخلفية

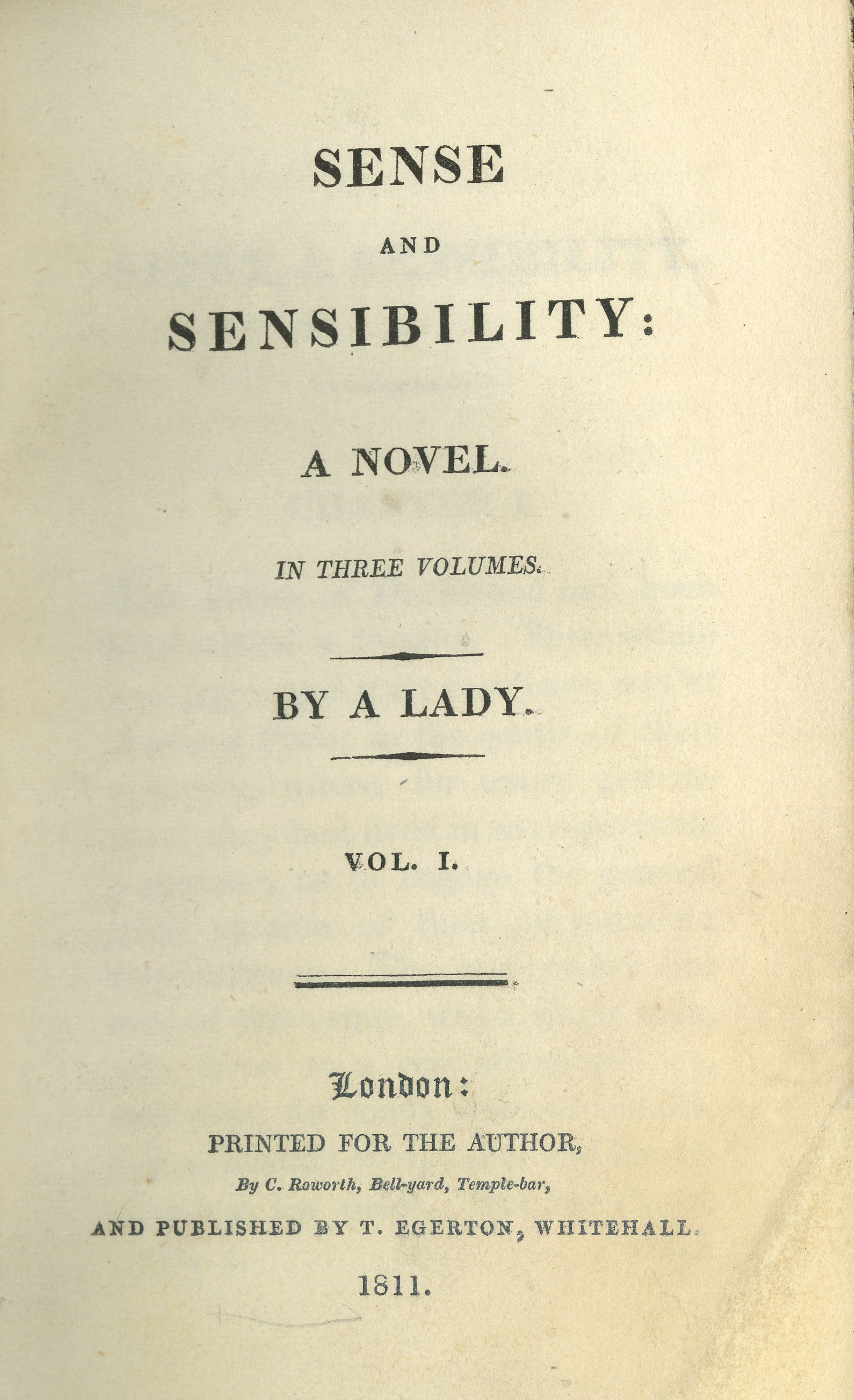
وقعت جاين اوستن على أول رواية منشورة لها "بواسطة سيدة"

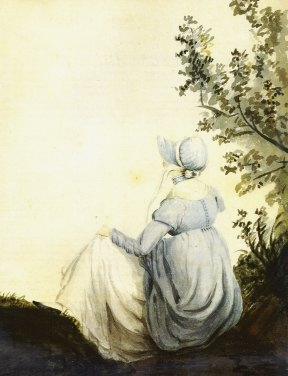
لوحة لجاين أوستن مرسومة بواسطة اختها كاساندرا بألوان الماء

عاشت جاين أوستن حياتها بأكملها كفرد من عائلة متماسكة وكبيرة على الهوامش السفلى من المجتمع الإنجليزي وكان دعم أهلها الصارم لها هاما لتطورها ككاتبة متخصصة. وكانت جاين تقرأ لأهلها النصوص البدائية لرواياتها لتستقبل ارائهم وتشجيعهم، كان والدها هو من أصدر لها أول دعوة نشر.
استمرت فترة المهنية الأدبية لجاين أوستن منذ سن المراهقة حتى حوالي سن الخامسة والثلاثون وأثناء تلك الفترة، أكتسبت جاين خبرة من نماذج أدبية مختلفة شملت الرواية المتسلسلة التي حاولت كتابتها ثم أهملتها وقد قامت بكتابة ومراجعة ثلاث روايات عظيمة وبدأت في الرابعة ومع صدور العقل والعاطفة عام 1813، حديقة مانسفيلد عام 1814 وإيما عام 1815 حققت جاين نجاح ككاتبة مشهورة.
و كانت كتابة الروايات مهنة مشبوهة بالنسبة للنساء في أوائل القرن التاسع عشر؛ لأنها تعرض سمعتهم الاجتماعية للخطر عن طريق جلب الشهرة لهم باعتبارهم ذكورا.و لذلك، نشرت جاين أعمالها بصفة مجهولة كالكثير من الكاتبات الأخريات ولكن مؤخرا عرف عملها ككاتبة روايات فيما بين الطبقة الأرستقراطية.
و أثناء إحدى زياراتها للندن، دعاها ولي العهد من خلال كاتبه (جايمس ستانير كلارك) لمشاهدة مكتبته في كارلتون هاوس، وذكر الكاتب أن ولي العهد معجب برواياتها وذكر أيضاً "إذا كان هناك رواية قادمة لجاين أوستن، فلها الحرية في أن تهديها للأمير" ولكن لم ترد جاين أن تتبع هذا الأقتراح لرفضها لأسلوب حياة الأمير المبذر ولكن أقنعها أصدقائها بقبول العرض وأهدت له إيما في الحال، اعترضت جاين على التلميح البعيد للكاتب لتكتب رومانسية تاريخية على شرف زواج بنت الأمير.
وفي اخر عام لها، راجعت جاين روايتها دير نورثانجر (1817)، كتبت إقناع (رواية) (1817) وبدأت في كتابة رواية سميت مؤخرا سانديتون والتي توفت قبل أن تكملها، لم يكن لدى جاين وقت لتشاهد دير نورثانجر وإقناع (رواية) مطبوعين ولكن قام أهلها بنشرهم كمجلد بعد وفاتها ووضع أخاها «هينري» إشعار السيرة الذاتية للكاتب ولقد زرعت تلك السيرة الذاتية القصيرة البذور لأسطورة جاين أوستن كعمة هادئة وخجولة والتي كانت تكتب في أوقات فراغها:«أن لم يكن حلم الشهرة ولا الرغبة في الربح كانوا مرتبطين بدوافعها منذ البداية وكثيرا ما كانت تهرب من الشهرة ولم يكن تراكم الشهرة يغريها وقد عاشت لتضع أسمها على نتاج قلمها... وكانت تبتعد علنا عن أي تلميح عن شخصية الكاتبة» ولكن هذا يتناقض تماما مع إثارة جاين التي تظهر في خطاباتها الخاصة بالشهرة والربح، فقد كانت جاين أوستن كاتبة متخصصة.
عرفت أعمال جاين أوستن بالواقعية، التعليق الاجتماعي اللاذع، الأستخدام المبدع للغة الحرة الغير مباشرة، المحاكاة والسخرية. فقد أنتقضوا الروايات العاطفية في النصف الثاني من القرن الثامن عشر وكانوا جزء من مرحلة التغيير لواقعية القرن التاسع عشر وكما أوضحت سوزان جوبار وساندرا جيلبيرت أن جاين أوستن تسخر من الصور الروائية كالحب من أول نظرة، أولية العاطفة على الأحاسيس أو الواجبات، الإستغلال الشجاعي للبطل، حساسية البطلة القابلة للعطف، عدم اهتمام العشاق المعلن بالأمور المالية وقسوة الآباء.
وبالرغم من الكوميديا الظاهرة في حبكة روايات جاين، فقد ألقت الضوء على الطريقة التي تعتمد بها فتيات الطبقة العليا على الزواج لتحافظ على الثبات الاجتماعي والحماية الاقتصادية.
وككتابات صمويل جونسون التي كانت شديدة التـاثر بها، ركزت كتاباتها في الأساس على القضايا الأخلاقية.

## 1812-1821: تفاعلات فردية وآراء معاصرة

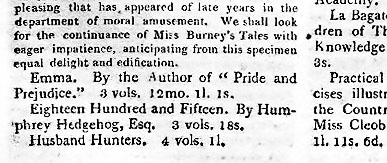
في عام 1816, سجل محررون المجلة الشهرية الجديدة نشر رواية إيما ,و لكنهم لم يروا أنها هامة بالدرجة الكافية للعرض والنقد

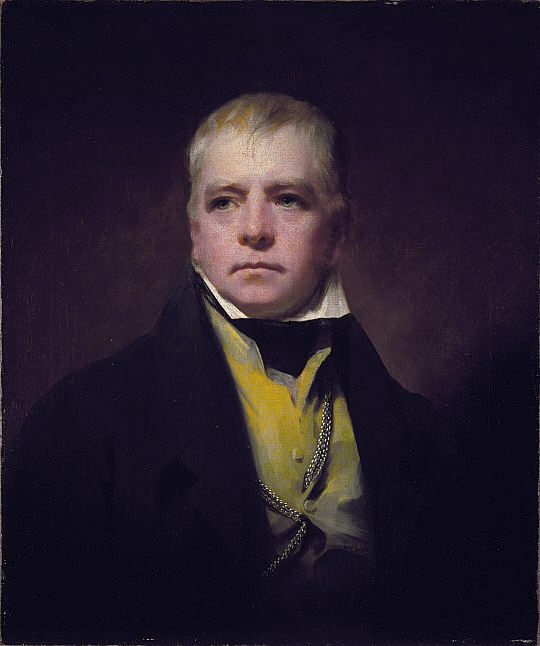
الروائي والتر سكوت يثني " لمسة جاين أوستن الرائعة التي تقدم أشياء مألوفة ومشتركة...مثيرة للاهتمام"

سريعا ما أصبحت روايات جاين أوستن متحضرة وأنيقة بالنسبة لصناع الرأي، أي هؤلاء الأرستقراطيون الذين دائما ما يملون الأناقة والذوق. وقد علقت السيدة بيسبورغ، أخت جورجيانا دوقة مدينة ديفونشير المشهورة، على رواية العقل والعاطفة في رسالة لصديقة:" إنها رواية ذكية... وبالرغم من حمقة النهاية، فقد أستمتعت كثيرا بها." وقد قارنت الأميرة شارلوت من ويلز، أبنة ولي العهد التي تبلغ الخمسة عشر من عمرها، نفسها بأحدى بطلات الرواية:" أعتقد أني ومريانا متشابهات كثيراً في الميول ومما لا شك فيه أني لست جيدة جداً، فلدينا نفس نزعة التهور وعدم الالتزام وهكذا". وقد نصح الكاتب المسرحي ريتشارد شريدن صديقة بشراء رواية كبرياء وتحامل في الحال بعد قراءته لها وقال " أنها واحدة من أذكى الأشياء " التي قرأها في حياته، كما كتبت آن ملبانك، الزوجة المستقبلية للشاعر الرومانسي لورد بايرون، " لقد أنتهيت من قراءة رواية بعنوان الكبرياء والتحامل والتي أعتقد أنها رواية ممتازة جداً "، وقد علقت على أن الرواية بأنها " الأفضل مما قرأت في الخيال المحتمل" وقد أصبحت رواية أنيقة في الحاضر. وقالت السيدة الأرملة زيرنون لأحدى أصدقائها أن حديقة مانسفيلد لا يوجد بها الكثير كرواية ولكن الأكثر لتاريخ حفلة عائلية في القرية، فهي طبيعية جدا" وكأن، وكما علق أحد طلاب جاين أستون، أن" حفلات السيدة فيرنون غالباً ما تمتاز بالسوء". وقد قالت السيدة آن روميلي لصديقتها الروائية ماريا إيدجورث أن حديقة مانسفيلد مثيرة للإعجاب بشكل عام وجميل وعلقت ماريا إيدجورث مؤخراً بأنهم أستمتعوا كثيرا برواية حديقة مانسفيلد.
و بالرغم من ردود الأفعال الإيجابية هذه من نخبة أعضاء الطبقة الراقية، إلا أن روايات جاين أوستن قد أستقبلت آراء قليلة نسبيا أثناء فترة حياتها: أثنان لالعقل والعاطفة، ثلاثة لكبرياء وتحامل، لا شيء لحديقة مانسفيلد وسبعة لإيما. وكانت معظم الآراء قصيرة وإيجابية متوازنة، بالرغم من الظاهرية والحذر وعادة ما كان يتركز معظمهم على الدروس الأخلاقية للروايات. علاوة على ذلك، وكما كتب برين سوثام، الذي ألف المجلدات النهائية لإستقبال المجتمع لأاعمال جاين أوستن، في شرحه للثلاثة مجلدات " أن وظيفتهم تقتصر فقط على أن تعطي ملحوظات مختصرة ممتدة من الاقتباسات، لمنفعة القارئات لتصنيف قوائمهن المكتبية وتهتم فقط بمعرفة إن كانوا يعجبون بالكتاب لقصته، لشخصياته والدروس الأخلاقية." وبطلب من الناشر جون موراي للكاتب التاريخي الشهير والتر سكوت بنقد إيما، كتب والتر سكوت أطول التقارير وأكثرهم دراسة والتي نْشرت بدون إمضاء في إصدار مارس 1816 في جريدة العرض الفصلي، وباستخدام التقرير كمنبر للدفاع عن الرواية من النوع الزري، فقد كرم والتر سكوت أعمال جاين أوستن
تمجيداً بقدرتها على نسخ صور من الطبيعة كما أنها موجودة فعلا في مجالات الحياة وتقدم للقاريء صورة صحيحة ومدهشة لما يحدث حوله يومياً."
وقد سجل طالب جاين أوسن الحديث، وليام جالبيرن، أن " ليس كبعض قراء جاين أوستن العاديين الذين لاحظوا اختلافها عن الممارسة الواقعية التي حْددت وشْرحت آنذاك، فربما يكون والتر سكوت الأول الذي عين جاين أوستن ككاتبة واقعية ممتازة، فقد كتب والتر سكوت في جريدته الخاصة عام 1826 فيما أصبح مؤخراً نطاق واسع للمقارنة:
كما قرأت مرة أخرى وللمرة الثالثة على الأقل رواية الآنسة جاين أوستن المكتوبة بشكل جيد جداً، كبرياء وتحامل. تلك السيدة الصغيرة لديها الموهبة لوصف تداخل وأحاسيس وشخصيات الحياة اليومية والتي بالنسبة لي أروع ما قابلت، فأنا أستطيع عمل سلالة كبيرة من الكلاب بنفسي كأي شيء يحدث الآن ولكن لطابع الرائع الذي يخدم الأشياء المألوفة والأشخاص الهامة من حقيقة الوصف والشعور متبرأ مني فيا أسف أن تموت مثل هذه الكائنة المهداه مبكراً جداً.
نْشر دير نورث آنجر وآقناع سويا بعد وفاتها في ديسمبر عام 1817 وكْتب النقد عنهم في الناقد البريطاني في مارس 1818 وفي مجلة إيدنبرج والمنوعات الأدبية في مايو 1818، وأحس الناقد الأدبي لجريدة الناقد البريطاني أن أعتماد جاين أوستن الفريد على الواقعية دليل على الخيال الضعيف مما رفضه الناقد الأدبي لمجلة إيدنبرج ومدح جاين أوستن لإبداعها المستمر ولاتحاد الألفة والمفاجآت سويا في حبكات رواياتها. وعموماً، فقد أشار طلاب جاين أوستن أن هذه الانتقادات المبكرة لم تكن تعلم ما تفعله برواياتها، فمثلا هم لا يستوعبوا استخدامها للسخرية وقد قلل النقاد من رواياتي العقل والعاطفة، وكبرياء وتحامل لحكايات تعليمية عن الفضائل السائدة على العيوب.
و في المجلة الفصلية عام 1821، نشر الكاتب الإنجليزي وعالم اللاهوت ريتشارد هويتلي النقد الأكثر جدية وحماسة، الذي نْشر بعد وفاته، عن أعمال جاين أوستن
و رسم هويتلي مقارنات مناسبة بين جاين أوستن العظماء المميزين مثل هوميروس ووليم شكسبير ليثني الخصائص الدرامية الذهلة لقصصها. وقد أكد أيضا على الاحترام والشرعية للرواية كنوع أدبي، مجادلا على أن الأدب الخيالي، خاصة القصصي، أكثر قيمة من التاريخ والسير الذاتية. وقال وايتلي أن عندما يتم ذلك بالضبط وكما في روايات جاين أوستن أن يركز الأدب الخيالي نفسه مع الخبرة الإنسانية العامة ومنها يستطيع القاريء أن يجني بصائر هامة عن الطبيعة البشرية، وفي عبارات أخرى، فهي أخلاقية. وقد خاطب هويتلي أيضا وضع جاين أوستن كفتاة كاتبة، فكتب عنها:" نحن نتهم نتهم واحدة من [[[كذا]]] آنسة جاين اوستن الإستحقاقات العظيمة في رأينا، البصيرة التي أعطتنا إياها عن ميزات الشخصيات النسائية.... فبطلاتها هن ما يجب أن تكون عليه النساء بالرغم من أن الفرد لا يستطيع أن يأتي بهن ليعرفن ذلك."
فلا يوجد نقد آخر هام ومبدع نشر عن جاين أوستن حتى القرن التاسع عشر. فقد حدد وايتلي وسكوت الانطباع لرؤية العصر الفكتوري ل جاين أوستن.

## 1821-1870: بعض المثقفين

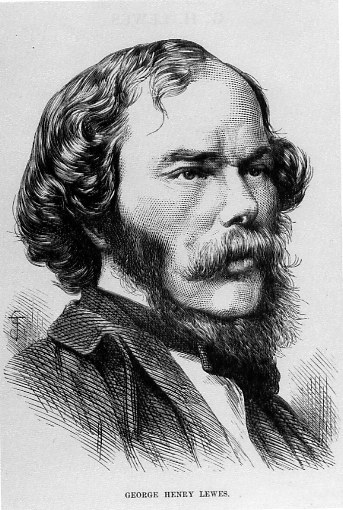
جورج هنري لويس, زوج جورج إليوت, وقارن جاين أوستن بشكسبير

كان لدى جاين أوستن الكثير من القراء المعجبين خلال القرن التاسع عشر والذين كانوا، من وجهة نظر الناقد إيان وات، يقدرونها "فهي دقيقة...تركز في الخبرات الاجتماعية العادية". ولكن روايات جاين أوستن لم تتطابق مع أولويات بريطانية محددة وقوية من الفيكتوري والرومانسي وذلك يتطلب أن العاطفة القوية تْوثق بالعرض الفاضح للأصوات والألوان في الكتابة". وقد جْذب نقاد وجمهور العصر الفيكتوري إلى أعمال كتاب مثل: تشارلز ديكنز وجورج إليوت، وبالمقارنة، تبدو روايات جاين أوستن بسيطة وهادئة.
و بالرغم من أن أعمال جاين أوستن أْعيد نشرها بدايةً في أخر عام 1832 أو أول عام 1833 عن طريق ريتشارد بينتلي في سلسلة الروايات القياسية وبقيت في المطبعة باستمرار بعد ذلك، فلم يكونوا الأكثر مبيعاً. وجاء وصف ساوثام قائلا:«القراء ما بين عامي 1821 و1870 عددهم ضئيل جداً بجانب الجمهور الشهير لديكينز ومعاصريه».
و قد رأى من قرأ روايات جاين أوستن أنفسهم قراء متميزين -بأنهم قلة مثقفة، وأصبح ذلك موضوع مشترك لنقد جاين اوستن خلال القرن التاسع عشر وأوائل القرن العشرين.
فأوضح الفليسوف والناقد الأدبي جورج هنري لويس هذا الموضوع في سلسلة من المقالات الحماسية أعقاد 1840 و1850، وفي مقال " روايات جاين أوستن" الذي نْشر بدون إمضاء في مجلة بلاك وود عام 1859، أثنى لويس روايات جاين أوستن ل" الاقتصاد الفني... سهولة التكيف مع الغاية المؤدية للنهايات، بدون الاستعانة بعناصر زائدة" وقد قارنها بِشكسبير، وبالمجادلة على أن جاين أوستن تفتقر القدرة على أن تشيد حبكة روائية، ظل هو يمجد درامياتها:" قلب القاريء لا يخفق وفضوله لا يزداد ولكن أهتمامه لا يقل للحظة، فعند بداية الحدث، يتحدث الأشخاص، يشعرون ويمثلون وكل شيء يْقال، يْحس أو يحدث يتجه نحو المشكلة وحلها في القصة، ونحن تقريباً أصبحنا مم ثلين ومتفرجين لمسرحية قصيرة.
و بالتفاعل ضد مقالات لويس وبإتصاله الشخصي بها، أعجبت الروائية شارلوت برونتي بدقة جاين أوستن بالحياة اليومية ولكنها وصفتها بأنها «فطنة ومتتبعة فقط» كما نقدت غياب العاطفة المرئية في أعمالها. فبالنسبة لشارلوت برونتي، تبدو أعمال جاين أوستن رسمية ومتكلفة، «حديقة مْنسجة ومزروعة جيداً، تصحبها حدود منظمة وورود رقيقة، ولكن لا يوجد مظهر للمحة مشرقة تنبض بالحياة، لا يوجد قرية مفتوحة، لا هواء منعش، لا تلال زرقاء ولا غدير جميل».

## الترجمات الأوروبية للقرن التاسع عشر

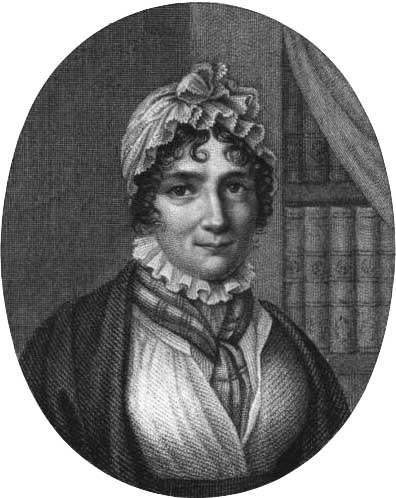
ترجمت إيزابيلا دو مونتيليو أعمال جاين اوستن غالى الفرنسية

ظهرت روايات جاين أوستن في بعض الدول الأوروبية قريباً بعد نشرها في بريطانيا، بدايةً عام 1813 بالترجمة الفرنسية لرواية كبرياء وتحامل وسرعان ما تْبعت بالطبعات الألمانية، الدنماركية والسويدية، ولم يكن توافرهم في أوروبا عام.
لم تكن جاين أوستن معروفا جيدا في روسيا وأول رواية لجاين تترجمة بالروسية، لم تظهر إلا عام 1967. وبالرغم من أن روايات جاين أوستن تْرجمت لعدة لغات أوروبية، إلا أن الأوروبيون لو يعترفوا بأعمالها كجزء من تراث الرواية الإنجليزية وهذه الملاحظة دْعمت بالتغييرات التي أضافها المترجمون، فقد أضافوا العاطفة على روايات جاين أوستن وتجاهلوا الفكاهة والسخرية.. وبذلك، تعلق القراء الأوروبيون بأسلوب والتر سكوت في الرواية الإنجليزية.
و بسبب التغييرات الخطيرة التي فعلها المترجمون، أْستقبلت جاين أوستن كروائية من نوع مختلف في القارة عنها في بريطانيا. فمثلاً: الروائية الفرنسية إيزابيلا دو منتيليو ترجمت عدة روايات لجاين أوستن لإسلوب الكتابة ذاته الذي تكتب به هي : الرواية العاطفية الفرنسية. ومثال لترجمة إيزابيلا لكبرياء وتحامل، بدلت المحادثات الطريفة بين إيزابيلا ودارسي إلى أخرى جادة. واعتراف إليزابيث بأنها دائما ما ترى تشابه كبير في طريقة تفكيرهم (هي ودارسي) لأنهما كارهون لكثرة الكلام إلا إذا توقعوا أن يقولوا شيئا يدهش المكان بأكمله، فتحولت إلى «أنا أبقى صامتة لأني لا أعرف ماذا أقول وأنت لأنك تثير تعبيرات وجهك تأثراً أثناء الكلام». وكما أوضح كوزي وساليا في مقالتهما عن ترجمات جاين أوستن، «المساواة في التفكير الذي أخذته لإليزابيث للاعتراف منكر وو تقديم التفريق الجنسي».
و لأن أعمال جاين أوستن عْرفت في فرنسا كجزء من التراث العاطفي، فقد ظْللوا بأعمال الواقعيين الفرنسيين كستندال، بالزاك، وفلوبير. كما وضعت الترجمات والتقارير الألمانية على تلك الترجمات في صف الكتاب العاطفيين، وخاصةً الكاتبات الومانسيات الآتي ظهرن مؤخراً. ولكن، دراسة بعض الأبعاد الهامة الأخرى للترجمات الفرنسية كالمحادثات الحرة الغير مباشرة، تفعل كثيراً لتفرق إستيعابنا بالإستقبال الأول لجاين أوستن لجمهور القراء الفرنسيين.
تستخدم جاين أوستن أسلوب الحكاية كالمحادثات الحرة الغير مباشرة اتقدم إدراك آن إليوت في رواية إقناع. وفي الواقع أن صورة الخبرة الذاتية للبطلة هي محور الحكاية، والاستخدام المتكرر للمحادثات الحرة الغير مباشرة يصب المحادثات الروائية لرواية إقناع في درجة عالية من الرقة واضعة عبء الترجمة كبير على المترجمين الأوائل لأعمال جاين أوستن، وقد أثبتت الدراسات مؤخرا أن المحادثات الحرة الغير مباشرة في رواية إقناع تْرجمت على نحو متسع في رواية إيزابيلا دو منتيليو «عائلة إاليوت» وبالتأكيد كانت إيزابيلا مدركة ميل حكاية جاين أوستن للتنقيب عن الحالة النفسية للبطلة في رواية إقناع، فقد علقت على ذلك في مقدمة رواية عائلة إاليوت، وشخصتها بأنها «فروق تكاد تكون ضئيلة ودقيقة تأتي من القلب». أثبتت ترجمات إيزابيلا الواسعة للمحادثات الحرة الغير المباشرة لجاين أوستن، أنها في الحقيقة واحدة من القراء الناقدين الأوائل اجاين أوستن ووأن قرائتها المرجعية لأسلوب الحكاية عند جاين يعني أن قرائها الفرنسيون الأوائل يمكنهم أيضاً المشاركة في الدراما النفسية لآن إليوت بنفس الطريقة التي يتبعها القراء الإنجليز.

## 1870-1930: إنفجار شعبي

### السير الذاتية للعائلة

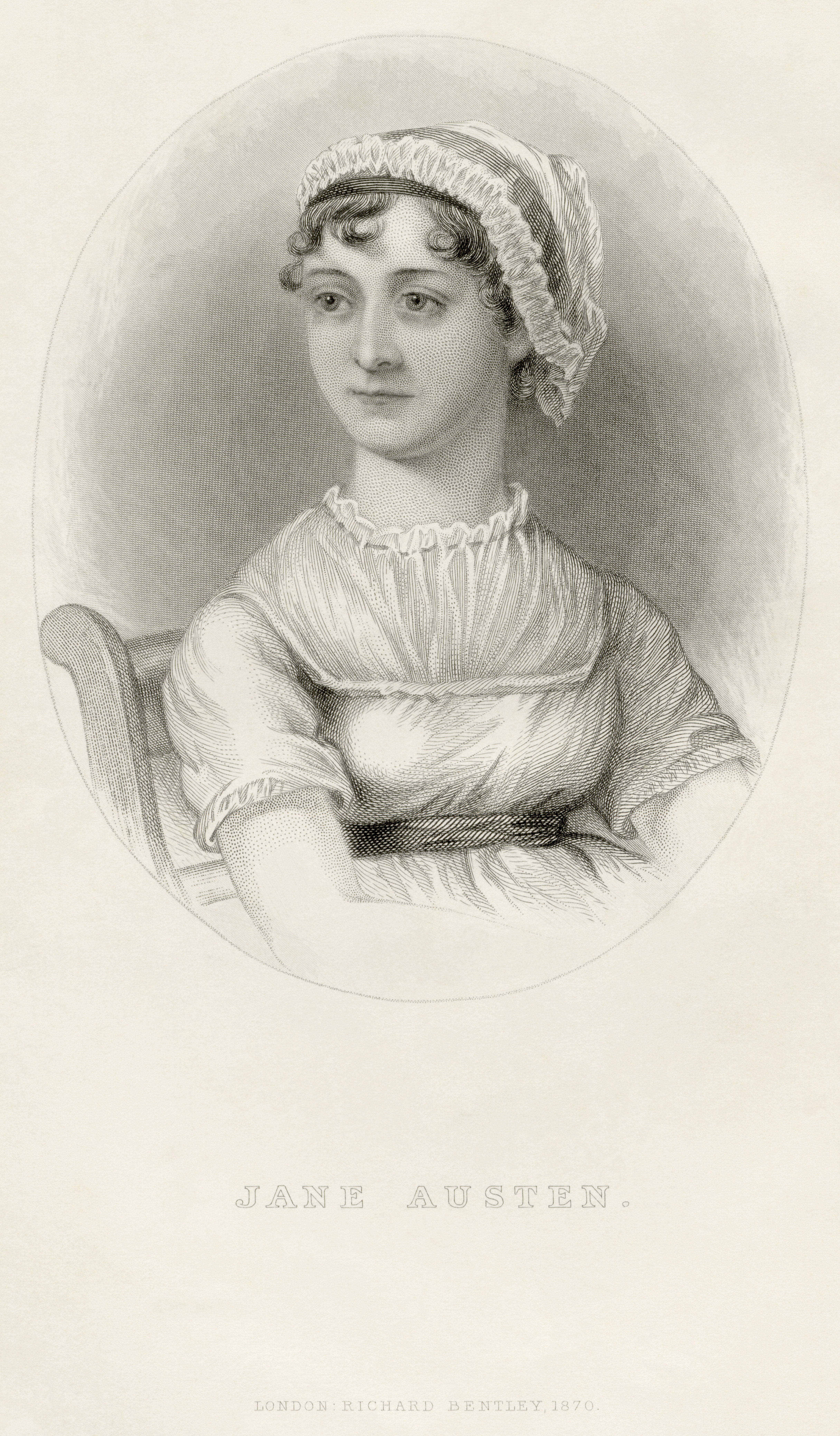
لوحة تمثيلية لجاين أوستن, نْقشت بواسطة ريتشارد بينتلي ,(1870) ظهرت كغلاف للمذكرات

منذ عقود، سادت آراء سكوت وويتلي إستقبال أعمال جاين أوستن وقرأ رواياتها القليلون، وفي عام 1870، تغير كل هذا بنشر أول سيرة ذاتية هامة لجاين أوستن، مذكرات جاين أوستن، والتي كْتبت بواسطة ابن أخيها، جايمس إدوارد أوستن -ليه.
و مع ظهورها، ازدادت شهرة جاين أوستن ونقدها المستمر بشكل دراماتيكي، قْدم قراء المذكرات لأسطورة كاتبة هاوية والتي كتبت أعمال فنية مميزة : وقد ألصقت المذكرات في عقول الشعب صورة عاطفية لجاين أوستن كعمة في منتصف العمر، عذراء، وهادئة، كما طمأنتهم على أن أعمالها كانت مناسبة للأسرة الفيكتورية المحترمة.
كان يملك جايمس إدوارد أوستن صورة مرسومة لجاين أوستن معتمدة على ألوان المياه القديمة، فقام بطلطيف صورتها وقدمها للشعب القيكتوري، وأْعتمد النقش المطبوع على واجهة المذكرات على الصورة المثالية.
وقد دفع نشر المذكرات إالى إعادة إصدار روايات جاين أوستن من جديد، وظهرت الطابعات الأولى الشهيرة في عام 1883 - سلسلة رخيصة نْشرت عن طريق روتلدج، وقد أْتبع ذلك بتوالد طباعات مصورة ودقيقة، مجموعات الهواة، وطباعات عالمية. وبالرغم من أن النقاد المعاصرين أستمروا في تأكيد أن أعمالها راقية ومناسبة فقط لهؤلاء الذين يمكنهم فحص أعماقهم بدقة، ولكن بعد نشر المذكرات، نْشر نقد على أعمال جاين أوستن في عامين أكثر مما نْشر في الخمسين السابقة.
وفي 1913، نشر ويليام أوستن-ليه وريتشارد أرثر أوستن-ليه، سلالات عائلة جاين أوستن، السيرة النهائية للعائلة، جاين أوستن: حياتها وآدابها- سجل عائلي، يعتمد أولاً على الأوراق والخطابات العائلية. وقد وصفها كاتب السيرة الذاتية لجاين أوستن، بارك هونان، بأنها «دقيقة، وقورة، جديرة بالثقة، وأحيانا تكون قوية ومثيرة للعواطف».
وبالرغم من أن المؤلفين ابتعدوا عن اللهجة العاطفية للمذكرات، فقد بذلوا جهداً يذكر لتذهب وراء سجلات العائلة والعادات الفورية المتاحة لهم، فقدم كتابهم الحقائق المثبتة وقليلاً على طليق اليفسير والتأويل.

### النقد

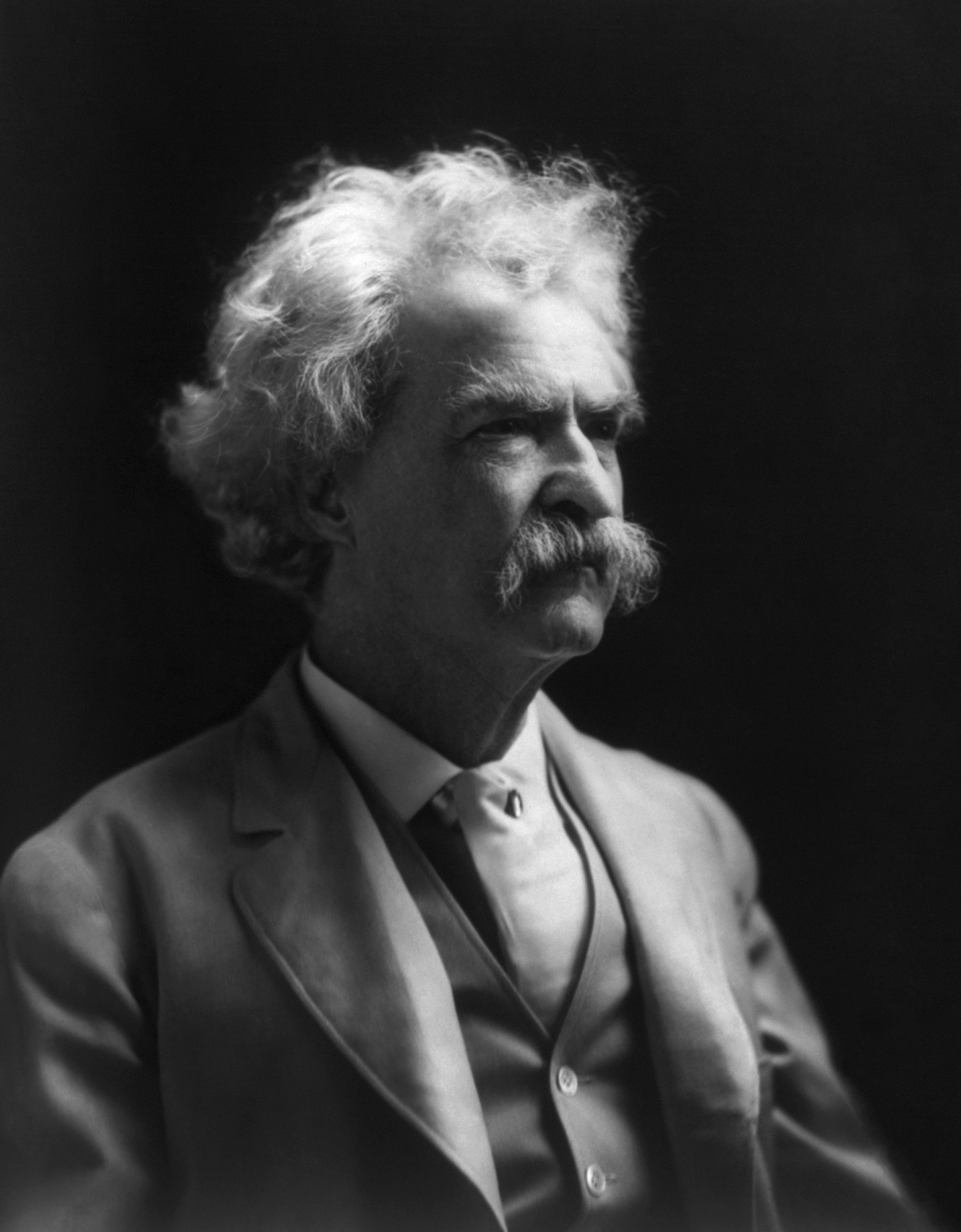
كان "مارك توان" واحداً من أشد نقاد جاين أوستن الأمريكيين

خلال الربع الأخير من القرن التاسع عشر، نْشرت الكتب الأولى للنقد التحليلي الخاص بأعمال جاين أوستن، وفي عام 1890 نشر جودوين سميث حياة جاين أوستن ليبدأ مرحلة جديدة في التراث النقدي حيث أصبح أدباء جاين أوستن نقاد، ويعد ذلك بداية للنفد الرسمي وذلك تركيز على جاين أوستن ككاتبة وتحليل للأساليب التي جعلت كتاباتها منفردة. وبالنسبة لسوثام، أثناء ما ازداد نقد جاين أوستن في الكمية و، إلى حد ما، في الجودة بعد عام 1870، تخلله تماثل محدد:
لقد رأينا الروايات تشيد بتألقها في الشكل والسطح«النهاية»، لواقعية عامها الخيالي، لتنوع وحيوية الشخصيات، لشيوع الفكاهة فيها، الأخلاقيات الرقيقة الغير عقائدية وتوزيعها الغير واعظ. فالروايات تْمنح جائزة لامتيازها، ولكن قد يْرى أنه كمال ضعيف حْقق بالحدود الكوميدية الداخلية. وبين أذكى هؤلاء النقاد يكون : ريتشارد سمبسمون، مارجريت أوليفانت، وليسلي ستيفن. وفي تقرير عن المذكرات، وصف سيمبسون جاين أوستن بأنها ناقدة جادة ولكنها ساخرة في المجتمع الإنجليزي، وقد قدم موضوعين مفسرين والذين أصبحا فيما بعد الأساس للنقد الأدبي الحديث لأعمال جاين أوستن: الفكاهة كنقد اجتماعي والسخرية كوسيلة للتقييم الأخلاقي، وتستكمل بمقارنة لويس لجاين أوستن بشكسبير، فكتب سيمبسون أن جاين أوستن:
بدأت باعتبارها ناقدة ساخرة، وأبدت بحكمها... ليس بإستنكار مباشر، ولكن بالأسلوب الغير مباشر للتقليد والتضخيم من أخطاء نماذجها.... النقد، الفكاهة، السخرية، والتحكيم ليسوا مما يعطوا القرار ولكن من المحاكية التي تختبر شخصياتها أثناء التقليد والسخرية.
لم تكن مقالة سيمبسون معروفة ولم تكن مؤثرة حتى إقتبسها ليونيل ترايلينج عام 1957. وكاتبة آخرى كان نقدها لجاين أوستن مْتجاهل، هو الروائية مارجريت أوليفانت فقد وصفت جاين أوستن تقريباً بمصطلحات نسائية بدائية، مثل«مسلحة بمزاج رفيع من السخرية النسائية، مليئة بالطاقة الحادة، الحماسة، الدهاء، والأعتدال النفسي، تتمتع بحس متقن من السخرية، تحقير لاذع ولكن صوته خافت، ورواياتها هادئة جداً وباردة وحماسية». وهذا السطر من النقد لم يْكتشف كلياً حتى حقبة 1970 عند نهوض النقد الأدبي النسائي.
وبالرغم من أن روايات جاين أوستن نْشرت في الولايات المتحدة منذ عام 1832.. إن كان في طباعات المراقب، فلم يكن هناك حتى بعد عام 1870 رد أمريكي مميز على جاين أوستن. وكما أوضح سوثام، «أن بالنسبة للأجناس الأدبية الأمريكية، فساحة جاين أستون الزراعية شاحبة جداً، متكلفة كثيراً، نقية جداً، وبالتأكيد غير بطولية».
لم تكن جاين أوستن ديمقراطية بالدرجة الكافية بالنسبة للأذواق الأمريكية، نسيجها لم يمتد لموضوعات الثغر التي جاءت لتعبر عن الأدب الأمريكي، وببداية القرن العشرين، قْدم الرد الأمريكي عن طريق جدال بين الروائي والناقد الأمريكي ويليام دين هويلز، والكاتب والفكاهي مارك توين. وفي سلسلة من المقالات، ساعد هويلز في وضع جاين أوستن في صورة قانونية للجماهير، ولكن أستخدم توين جاين أوستن للمجادلة ضد التقليد الإنجليزي في أمريكا. وبذلك، جادل توين في تمييز الأدب الأمريكي بمهاجمة الأدب الإنجليزي.
وفي كتابه إتباع خط الاستواء، وصف توين المكتبة في سفينته :«كتب جاين أوستن... غائبين عن هذه المكتبة، وهذا إغفال واحد فقط يمكنه أن يجعل هناك مكتبة جيدة إلى حد ما من خلال مكتبة فارغة من الكتب».

### معجبين جاين أوستن
أوضحت مداخل تغيير موسوعة بريتانيكا لجاين أوستن زيادة شعبيتها ومكانتها، فوصفتها الطبعة الثامنة (1854) بأنها «روائية ممتازة»، ولكن الطبعة التاسعة (1875) مجدتها «كواحدة من أكثر الرواثيين البريطانيين الحديثين تميزاً». وحوالي عند بداية القرن العشرين، بدأت روايات جاين أوستن تْدرس في الجامعات وتظهر في تواريخ الرواية الإنجليزية. وظلت صورتها المسيطرة على خيال العامة هي التي نْشرت بدايةً في المذكرات، وأشتهرت بهايلز في سلسلة مقالاته في مجلة هاربر وعْرفت ب«العمة جاين العزيزة».
وصف المؤلف والناقد ليسلي ستيفن الهوس الذي بدأ يتطور لجاين أوستن في الحقبة 1880 وسميت بأستونلاتري_و قد طور القراء الإتصال الشخصي بجاين أوستن بعد نشر مذكراتها. ولكن، حوالى عام 1900، تفاعل أعضاء النخبة الأدبية، الذين اعترفوا بتقديرها كرمز للثقافة، ضد هذه الشعبية لأعمالها، وقد أشاروا على أنفسهم ب«الجاينيين» ليميزوا أنفسهم عن الجماعات، التي تبدو في نظرهم، غير مدركة لجاين أوستن تماماً.
أشار الروائي الأمريكي،هنري جيمس، والذي يعد واحداً من أعضاء هذه النخبة الأدبية، إلى جاين أوستن عدة مرات بإستحسان وصنفها في فرصة واحدة مع شكسبير، ميغيل دي ثيربانتس، وهنري فيلدنغ، من ضمن " الرسامين الرائعين للحياة". ولكن اعتقد جايمس جاين أوستن فنانة غير واعية والتي وصفها بأنها شهوانية وساحرة. وفي عام 1905، رد جايمس بإحباط على ما وصفه بالإعجاب الكاذب لجاين أوستن، بصعود الفرصة المناسبة للمصلحة العامة التي فاقت اهتمامات وميزات أوستن الجوهرية. ميز جايمس هذم الزيادة خاصةً " للانطلاق التجاري السريع... الروح الخاصة لبيع الكتب..... مجموعة الناشرين، المحررين، المصورين، المخرجين للثرثرة المسلية في المجلات، والذين وجدوا محبوبتهم، محبوبتنا ومحبوبة كل الناس، جاين غير محدودة لغرضهم المادي، قابلة للتعديل لإنتاج رائع في كل مجموعة لما يْسمى بذو الذوق الرفيع، والذي يثبت كونه شكل رائج ظاهرياً. وفي محاولة لتجنب تقليد الصورة العاطفية "للعامة جاين" واقتراب خيال جاين أوستن من منظور جديد، وفي عام 1917، نشر المفكر البريطاني والكاتب الرحال، رينالد فارير، مقالة مطولة في التقرير الفصلي، والذي يلقبه طالب جاين أستون، أ. والتون ليتز، بأفضل مقدمة منفردة لخيال جاين أوستن.
وصفها ساوثام بانها مقطوعة "جاينية" بدون تعبد. أنكر فارير بأن فنية جاين أوستن غير واعية (قاصدا جايمس) ووصفها بأنها كاتبة ذات تركيز حاد، وناقدة صارمة لمجتمعها، "متألقة ووحشية"، هادئة ولكنها قاسية"، " مع خصلة صلبة، وهي الدقة المستعصية في أحكامها".
كان فارير واحداً من أوائل النقاد الذين شاهدوا جاين أوستن ككاتبة مدمرة.

## المعرفة الحديثة

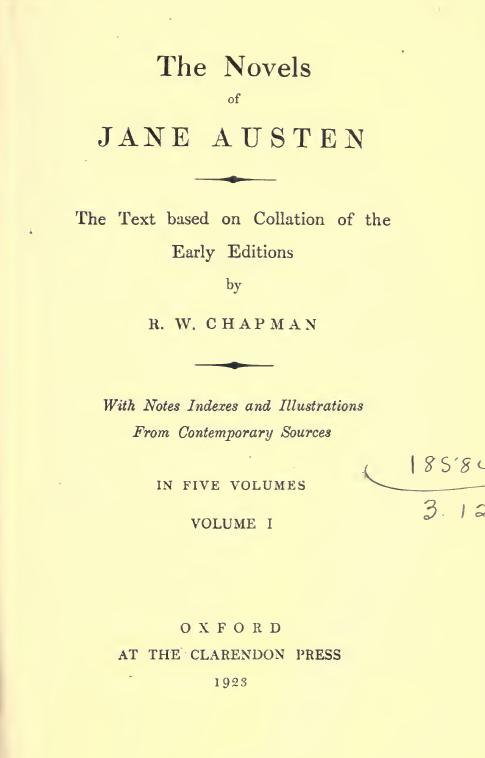
كانت جاين أوستن أول روائية إنجليزية تْنشر اعمالها في طبعات علمية

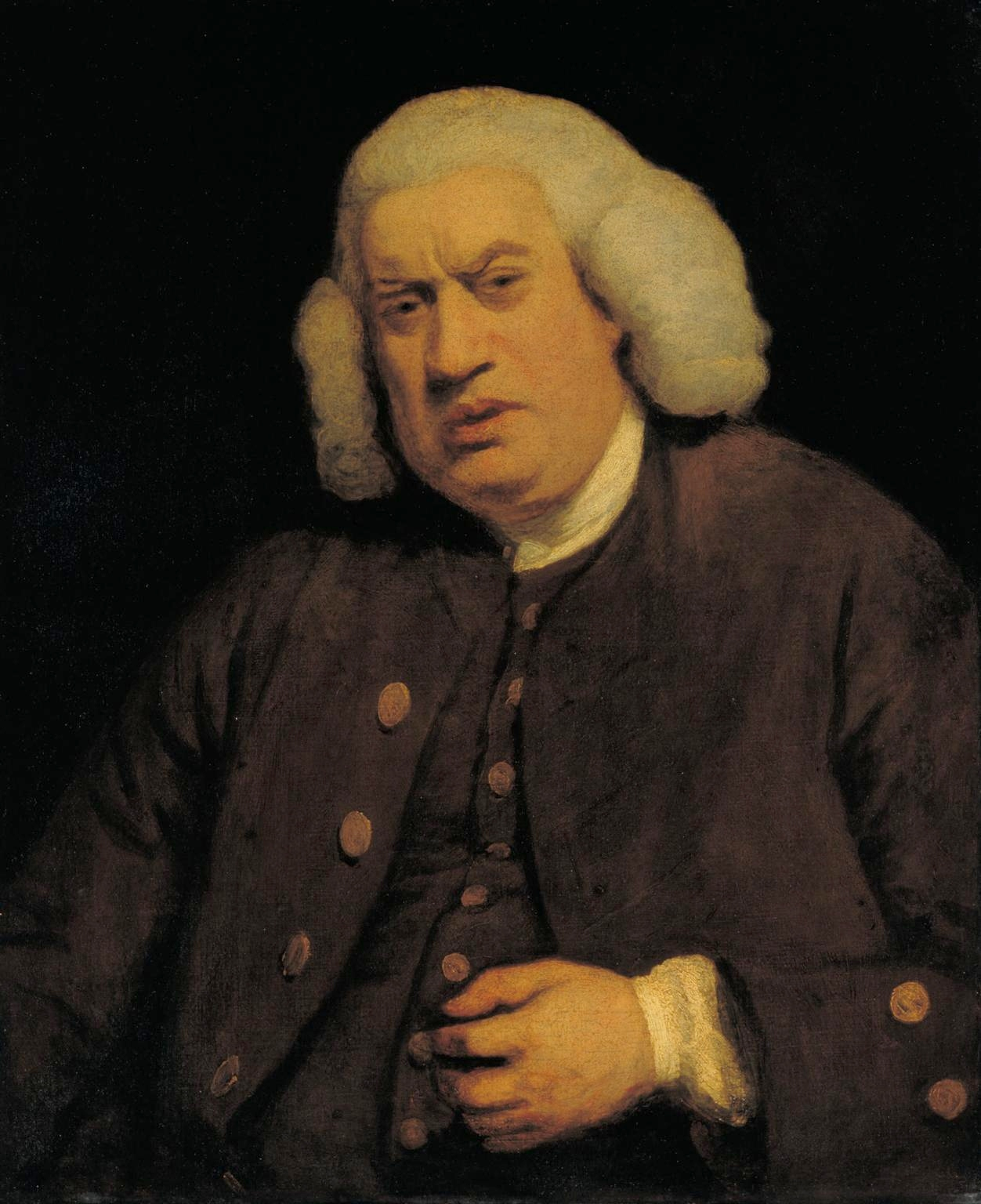
ركز الطلاب الحداث على الروابط العقلية والفنية للصور الهامة للقرن الثامن عشر مثل صمويل جونسون

مهدت بعض الأعمال الهامة المبكرة -بريق من براعة جاين أوستن العلمية- الطريق لجاين أوستن لتصبح محصنة بصلابة في الأكاديمية. الأولى كانت مقالة لطالب شكسبير بجامعة أكسفورد، أ.س.برادلي، عام 1911، «تْعتبر بشكل عام كنقطة لبداية للإتصال الجامعي الجاد مع جاين أوستن». ركز برادلي على روابط جاين أوستن مع كاتب وناقد القرن الثامن عشر صمويل جونسون، مجادلاً على أنها كانت أخلاقية كما أنها فكاهية، وهذا يعني أنهم «مبدع تماماً» بالنسبة لسوثام.
قسم برادلي أعمال جاين أوستن إلى روايات «مبكرة» و«حديثة»، وتلك الفئات التي مازالت تْستخدم من الطلاب اليوم. والناقد الخارق الثاني لجاين أوستن في بداية القرن العشرين هو ر.و.شابمان، والذي تْعد طبعته الوقورة لأعمال جاين أستن المْجمعة، هي الطبعة العلمية الأولى لأعمال أي روائي إنجليزي.
و في يقظة إسهامات برادلي وشابمان، شاهدت حقبة 1920 ازدهار في معرفة جاين أوستن، وأوضح الروائي إي. إم. فورستر أساسا مفهومه عن الشخصية «المحورية» بإستشهاد أعمال جاين أوستن.
وقد كانت مع نشر جاين أوستن وآدابها، لماري لاسيليز- «أول دراسة علمية وتاريخية شاملة» لجاين أوستن- عندما نضجت الدراسات الجامعية لأعمالها. شملت لاسيليز مقالة ذاتية قصيرة، تحليل مبتكر للكتب التي قرأتها جاين أوستن وتأثيرها على كتاباتها، وتحليل ممتد لإسلوب جاين أوستن وفنها السردي. شعرت لاسيليز بأن النقاد السابقين جميعا عملوا بالتدريج «ضئيلة جداً حتى أن القاريء لا يستطيع أن يرى كيف استطاعوا أن يصلوا إلى تلك النتائج حته وجد بصبر طريقه إاليهم». تمنت هي ان تفحص جميع أعمال جاين أوستن سوياً وأن تْخضع إسلوبها وبراعتها الفنية للتحليل المنهجي. ووافق النقاد التابعيين على إنها نجحت. وكبرادلي قديماً، ركزت هي على إتصال جاين أوستن بصموئيل جونسون ورغبتها في أن تناقش الأخلاقيات عن طريق الخيال. ولكن، في ذلك الوقت، قلق بعض معجبين جاين أوستن على أن الجامعيين استولوا على نقد جاين أوستن وقد أصبح ذلك سري بدرجة متزايدة- الجدال الذي استمر إالى بداية القرن الحادي والعشرين.
و في تدفق الآراء المعدلة في منتصف القرن، أقترب العلماء من جاين أوستن بشك أكثر. د.و. هاردنج، التابع والمتوسع عن فارير، ناقش في مقالته «الكراهية المنضبطة: جانب من أعمال جاين أوستن» أن أعمالها لم تدعم الوضع الراهن ولكنها بالأحرى دمرته. لم تكن سخريتها فكاهية ولكنها لاذعة وتهدف إالى تفويض الافتراضات التي رسمتها للمجتمع، وعن طريق استخدامها للسخرية، حاولت جاين اوستن أن تحفظ نزاهتها كفنانة وإنسانة في وجه السلوكيات والممارسات التي رفضتها.
و في نفس الوقت تقريباً، ناقش الناقد المؤثر ق.د.ليفيز، في «النظرية النقدية لكتابات جاين أوستن» والتي نْشرت في جريدة سروتني في بداية الحقبة 1940، أن أستون كانت كاتبة متخصصة، وليست مجرد هاوية. مقالات هاردينج وليفيز تْوبعوا بمعالجة معدلة أخرى بواسطة مارفين مودريك في جاين أوستن : السخرية كدفاع واكتشاف (1952).
رسم مودريك جاين أوستن كمنعزلة، دفاعية، وناقدة لمجتمعها. كما أوضح بالتفاصيل العلاقة التي شاهدها بين سلوك جاين إتجاه الأدب المعاصر واستخدامها للسخرية كإسلوب لتغير حقائق مجتمعها بما تشعر أنه ما يجب أن يكون، وتلك الآراء المعدلة سوياً مع بيان الناقد الشهير ف.ر. ليفيز في «التراث العريق» (1948) أن جاين أستون كانت واحدة من الكتاب العظماء للخيال الإنجليزي، ونشر رأي بواسطة لان وات، الذي ساعد في صياغة المناقشة العلمية فيما يتعلق بأنواع الرواية، ساعد كثيرا لتثبيت مكانة جاين أوستن بين الجامعيين. وقد وافقوا على أنها دمجت ميزات هنري فيلدنغ وصمويل ريتشاردسون في الباطن والسخرية، الواقع والتهكم لتشكل لكلاهما تفوق إبداعي.
شاهدت الفترة فيما بعد الحرب العالمية الثانية ازدهار في المعرفة على جاين أوستن، إضافة إالى تنوع الاتصالات النقدية. وإحدى أكثر الأشياء إثماراً وإستمرارية هي اعتبار جلين أوستن كاتبة سياسية. وكما شرحت الناقدة جاري كيلي، "أن البعض يرونها محافظة سياسية لأنها تبدو أنها تحمي النظام الاجتماعي المؤسس، ويراها الآخرون كحسلسة إتجاه السياسة المتطرفة التي تتحدى النظام المؤسس، وخاصةً في هيئة السلطة والسيادة... يرى بعض النقاد روايات جاين أوستن غير محافظة ولا مدمرة، ولكنها معقدة، جوانب منتقدة للنظم الاجتماعية ولكن مدعمة للإستقرار والفئات المفتوحة". وفي جاين أوستن وحرب الأفكار (1975)، والتي ربما أن تكون أهم هذه الأعمال، ناقشت مارلين باتلر أن جاين أوستن كانت غارقة في، وليست منعزلة عن، الأخلاق الرئيسية وو النزاع السياسي في وقتها، معتنقة للأحزاب، محافظة من الأساس، وموقف المسيحية في هذه الخلافات.
وعلى نفس الطريق، ناقشت أليستر م. دوكوورث في تحسين الوضع: دراسة روايات جاين أوستن(1971)، أن جاين أوستن استخدمت مفهوم «الوضع» للرمز إلى كل ما هو هام عن المجتمع الإنجليزي المعاصر، والذي يجب أن يْصان، يتحسن، ويمر للأجيال المستقبلية. وكما دونت ريزيسواري رازان في مقالتها عن منحة جاين أوستن الأخيرة، «فكرة جاين أوستن السياسية لم تعد تْهاجم بجدية». والأسئلة التي يتحقق فيها العلماء الآن تقتضي «الثورة الفرنسية، حرب، القومية، الأمبراطورية، الفئة، تحسين» الأوضاع«, الأكليروس، المدينة مقابل القرية، الإبطال، المهن، عتق الإناث، إما كانت سياستها محافظة، ويجية، أو متطرفة، وإما كانت معتدلة أو ثورية، أو أنها تشغل الوضع الإصلاحي بين هذه الأطراف». وفي الحقبتين 1970 و1980، تأثرت دراسات جاين أوستن بإبداع ساندرا جلبيرت وسوزان جوبار المرأة المجنونة في العلية (1979)، والتي تعارض الأسطح اللائقة بغضب متفجر للكاتبات الإنجليز في القرن التاسع عشر.و هذا العمل، إلى جانب النقد الإناثي الآخر لجاين أوستن، وضع جاين أوستن بصرامة ككاتبة أنثى. والحماس الذي نتج في جاين أوستن بواسطة هؤلاء النقاد أدى إالى غكتشاف ودراسة لكاتبات نساء آخرين في ذلك الوقت. ومن ناحية أخرى، ومع نشر «روايات جاين أوستن: تغيير اجتماعي وهيئة أدبية» لجوليا برويت براون (1979), «جاين أستون: الأنوثة والخيال» لمارجريت كيرهام (1983)، و«جاين أوستن: المرأة، السياسة، والرواية» لكلوديا ل.جونسون (1988)، لم يعد العلماء قادرين على المناقشة بسهولة على أن جاين أستون كانت "غير سياسية، أو حتى أنها محافظة غير مؤهلة". فمثلاً، كيرهام وصفت التشابه بين تفكير جاين اوستن وماري ويلستونكرافت، بتصنيفهم ك«إناث التنوير». ووضعت جونسون أيضاً جاين أوستن في التراث السياسي للقرن الثامن عشر، ولكنها أوجزت الدين الذي تدينه جاين أوستن للروايات السياسية في الحقبة 1790 التي كتبت بواسطة النساء.
وفي أواخر الحقب 1980، 1990، و2000 سيطرت الدراسات الفكرية، وما بعد الاستعمارية والفلسفة الماركسية على دراسات جاين اوستن. وبإنشاء نقاش ساخن، خصص إدوارد سعيد فصل من كتابه «الثقافة والإمبريالية» (1993) لرواية حديقة مانسيفلد، مجادلاً غلى أن الوضع الخارجي ل«أنتيجوا» وقضية الإستعباد أظهروا أن ظلم الاستعمار كان افتراض غير معلن للمجتمع الإنجليزي خلال بداية القرن التاسع عشر. وفي كتاب جاين أوستن والجسد: صورة الرخاء (1992), اكتشف جون ويلتشير، الانشغال ب المرض والصحة في شخصيات جاين أوستن. خاطب ويلتشير النظريات الحالية «للجسد كجنس» وبتوسع أكثر عن كيفية كون الثقافة «محفورة» على إستعراض البدن.
و كان هناك أيضاً رجعة لاعتبار الجماليات بكتاب "جاين أوستن: أو سر الإسلوب ل د.أ.ميلر (2003) والذي ربط العناية الفنية بالنظرية الغريبة.

## الثقافة الشعبية الحديثة

### الرابطة الحديثة لمعجبين جاين أوستن

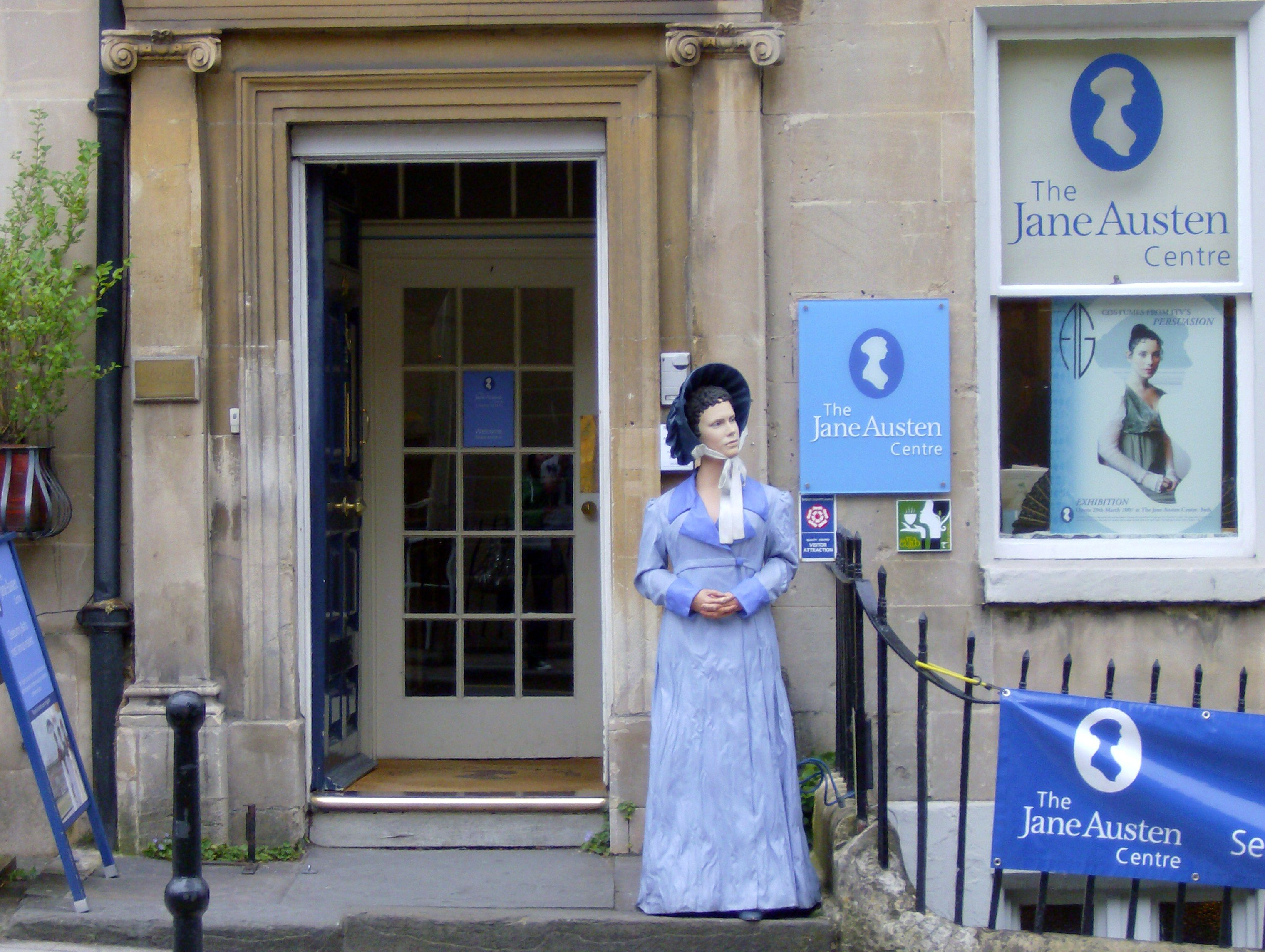
مركز جاين اوستن في باث, مكان للزيارة بالنسبة لمعجبين جاين

شرحت الناقدة كلوديا جونسون «حملة معجبين جاين اوستن» بأنها «حماسة محبة وواعية ذاتياً لجاين وأن كل التفاصيل تشير إاليها». ولم يكن معجبين جاين استون يقرأوا رواياتها فقط، ولكن كانوا أيضاً يعيدوا طباعتهم، يكتبوا مسرحيات معتمدة علهم، وأصبحوا خبراء في إنجلترا في بداية القرن التاسع عشر وعاداتها.
علقت طالبة جاين اوست «ديدر لينش» أن «العبادة» هو المصطلح المناسب لمعجبين جاين أوستن الملتزمين، فقد قارنت ممارسات الحجاج الدينيين بهؤلاء معجبين جاين، الذين يتنقلون لعدة أماكن متصلة بحياة جاين أوستن، رواياتها، وأفلامها المعدلة، فخمت أن هذا «نوع من السفر عبر الزمن إالى الماضي»، والذي، بتضييف المعجبين، يحفظ «تلاشي الطابع الإنجليزي أو مجموعة من القيم التقليدية». وقد إتسعت المقاطعة كثيراً بين التقدير الشعبي لجاين اوستن والتقدير الجامعي لها الذي بدأ بليسيلز.
قارنت جونسون معجبين جاين بالمهووسين، مناقشةً أن كلاهما «مهزئين ومهمشين بمؤسسات ثقافية مسيطرة مائلة على إجازة أهدافها وبروتوكولات خبراتها». ولكنها لاحظت أن أعمال جاين أوستن يعتبروا الآن جزء من الثقافة العليا والثقافة العامة، ولكن ستار تريك يستطيع فقط أن يدعي أنها جزء من الثقافة الشعبية.

### المعدلات

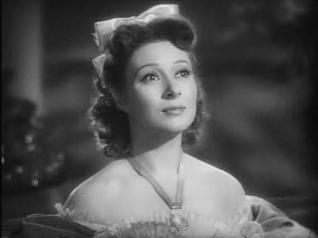
جرير جارسون في دور إاليزابيث بانيت في كبرياء وتحامل (1940), أول فيلم معدل مميز للرواية

تمتد المؤلفات، الكتابات والمعدلات المعتمدة على أعمال جاين استون من المحاولات لتوسيع القصص بإسلوب جاين استون للرواية الإباحية ذات النزعة الناعمة «فضائل ورذائل» (1981) وروايا الخيال «القرار والمقاومة» (1996). وبدايةً من منتصف القرن التاسع عشر، نشر افراد عائلة استون ختامات لرواياتها الناقصة. وبعام 2000، كان هناك أكثر من مائة معدل مطبوع لأعمال جاين استون. وبالنسبة للينش، «تبدو أعمالها أنها تبرهن على ضيافة أكثر للأعمال المستكملة أكثر تقريباً من أي روائي آخر». اعتماداً على الفئات الموضوعة بواسطة بيتي أ.شيلينبيرج وباول بودرا، وصفت لينش نوعين مختلفين من تكملة روايات جاين: تلك التي تستكمل الحكاية، والأخرى التي تعود إلى «عالم جاين أستون». والعبارات التي تستكمل القصة «تعتبر عامةً بالمبادرات المترددة، كما شهدت الإراء» و«دائما تشعر بالانحدار للقوطيين والروايات العاطفية التي تحب جاين أن تحاكيها».
و تلك التي تركز على الأشواق «تْوصف بالحنين الرجعي ولكن أيضاً بنوع من الهزل ما بعد الحداثة والولع بالمرح الداخلي»، اعتماداً على القاريء ليرى شبكة التلميح الأستوني.
أصبح الاهتمام بجاين أوستن وتعديل رواياتها شيء مشترك خلال القرن العشرين، بين 1900 و1975, أْنتج أكثر من ستين منتج إزاعي، تيليفزيوني، سينمائي ومسرحي لأعمال مختلفة لجاين أستون.
والصورة الأولى للفيلم المعدل لرواية جاين اوستن، كان إنتاج ميترو غولدوين ماير لكبرياء وتحامل، بتألق لورنس أوليفيه وجرير جارسون. وتعديل هوليوود كان مقترح أولاً بواسطة المضيف هاربو ماركس، الذي رأى عرض للرواية في فيلاديفيا عام 1935, ولكن الإنتاج تأجل.
وبإخراج روبيرت ز. ليونارد، وبكتابة الروائي الإنجليزي ألدوس هكسلي بالتعاون مع كاتبة السيناريو جاين مارفين، أْسقبل الفيام بالنقد، بالرغم من أن الحبكة والشخصيات إنحرفت على نحو وجيه من رواية جاين الأصلية، وبالتصوير في الإستوديو وبالإبيض والأسود، رحلت خلفية القصة إالى الحقبة 1830 مع تصميمات الأزياء الفاخرة.
وفي معارضة مباشرة لتعديل هوليوود لروايات جاين اوستن، هدفت دراما بي بي سي من الحقبة 1970 فصاعداً، للالتصاق بدقة بقصص جاين اوستن، تشخيصاتها، خلفيات رواياتها. ومثال لتعديل البي بي سي لإيما عام 1972 , فقد أخذت عناية فائقة دقيقة تاريخياً، ولكن بطء سرعتها وطول مشاهدها، تناقضت سلبياً مع سرعة الأفلام التجارية.
واتخذ تعديل البي بي سي لكبرياء وتحامل (1980) كثيراً من تقنيا الفيلم-مثل استخدام المشاهد الطويلة للمناظر الطبيعية- وذلك أكسب الإنتاج مزيداً من الأناقة البصرية. دائماً ما تْرى كبداية لحركة «الدراما الموروثة», وهذا الإنتاج كان الأول الذي يْصور بصفة عامة في المواقع الخارجية.
ودفعة لإلتحم المعدلات، أو الأفلام التي جمعت إسلوب هوليوود وإسلوب التراث البريطاني، بدأت في منتصف الحقبة 1980. وكان إنتاج دير نورث آنجر عام 1986 , أول تعديل ملتحم للبي بي سي، والذي جمع الأسلوب الأصلي وفسق حقبة 1980, بشخصيات دائمة الانحراف إتجاه السريالية.
بدأ ظهور موجة من معدلات جاين أوستن في حوالي عام 1995, بدايةً بتعديل إيما تومسون للعقل والعاطفة عام 1995 لكولومبيا بيكتشرز، وهذا تعديل ملتحم من إخراج أنج لي. وهذا الفيلم المليء بالنجوم إنفصل عن الرواية في طرق عديدة، ولكنه سريعاً ما أصبح ناجحاً تجارياً ونقداً. فقد رْشح لجوائز عديدة، تشمل سبع جوائز أوسكار.
أنتجت بي بي سي معدلين عام 1995: الفيلم التليفزيوني التقليدي "إقناع والمسلسل الشهير للكاتب أندرو دافيز " كبرياء وتحامل", بتألق النجم كولين فيرث والنجمة جينيفر إلي، فاق فيلم دافيز على إقناع ذو المستوى الضئيل، وحقق نجاح منطلق، باشتعل "هوس دارسي" في بريطانيا واندفاع سرعة تدفق النجوم. أثنى النقاد انصرافها الذكي عن الرواية، بالإضافة إلى زيها الحسي، تحريرها السريع، والحوار الأصلي والمناسب. وقد أثار إنتاج البي بي سي هذا انفجاراً في نشر المعدلات المطبوعة لجاين أوستن، بالإضافة إالى، بيع 200,000 نسخة فيديو من المسلسل في عام انطلاقه-50,000 نسخة بيعت فقط في أول إسبوع.
أصبت أيضاً الكتب والسيناريوهات المستخدمة لأحداث القصة العامة لروايات جاين اوستن باختلاف، أو بالأحرى، بتحديث الحكاية، شهيرة في نهاية القرن العشرين. ففيلم «كلوليس» (1995), النص المستحدث لرواية إيما بواسطة امي هيكيرلنج، والذي حدث في بيفيرلي هيلس، أصبح ظاهرة ثقافية ووْلد مسلسله التليفزيوني. ويعتمد فيلم مذكرات بريدجيت جونز (2001), على كتاب يحمل نفس العنوان عام1996 للكاتبة هيلين فيلدينج، مستوحى من كل من رواية كبرياء وتحامل ومعدل البي بي سي عام 1995.
و فيلم كبرياء وتحامل إنتاج بوليوود، والذي يضع قصة جاين أوستن في الهند الحالية أثناء انضمام موسيقى أصلية، عْرض لأول مرة عام 2004. ولكن ظهر تعديل آخر لكبرياء وتحامل في السنوات التابعة، بتألق النجمة كيرا نايتلي، التي رْشحت لجائزة أكاديمية على تأديها لدور إليزابيث بانيت، واظهر فيلم جو رايت أول تعديل مميز منذ عام 1940 , والذي طمح ان يكون طبق الأصل كالرواية.